# Piercia subconcava
Piercia subconcava là một loài bướm đêm trong họ Geometridae.